# Epigynopteryx concors
Epigynopteryx concors là một loài bướm đêm trong họ Geometridae.